# Ron Flowers
Ronald „Ron“ Flowers MBE (* 28. Juli 1934 in Edlington; † 12. November 2021 in Staffordshire) war ein englischer Fußballspieler. Er absolvierte zwischen 1955 und 1966 insgesamt 49 Länderspiele für die englische Nationalmannschaft, schoss dabei zehn Tore und stand im Kader der Mannschaft für die WM 1966, die Weltmeister wurde.

## Sportlicher Werdegang
Geboren in Edlington, in der Nähe von Doncaster gelegen, spielte Flowers, dessen Vater als Amateursportler auch im Fußball aktiv gewesen war, zunächst in den heimischen Schulmannschaften, bevor er dann zu einem Probetraining bei Sheffield Wednesday eingeladen wurde. Flowers wollte jedoch für die Doncaster Rovers spielen, bei denen auch schon sein Onkel als Profi aktiv gewesen war und schloss sich dann diesem Verein an. Nach nur kurzer Zeit jedoch ließen die Rovers den Nachwuchsspieler wieder ziehen, so dass Flowers zunächst nur noch für eine Arbeiterauswahlmannschaft spielte. Im Alter von 16 Jahren wurde er dann von Mark Crook, Trainer der Wath Wanderers und Jugendabteilung der Wolverhampton Wanderers, verpflichtet.
Bevor der Außenläufer dann in der Saison 1952/53 erstmals bei der 2:5-Niederlage gegen den FC Blackpool eingesetzt wurde, leistete Flowers bei der Royal Air Force seinen Wehrdienst als Flieger ab, der jedoch dann aufgrund der fortschreitenden Fußballerkarriere von Flowers unterbrochen wurde. Flowers erzielte bei seinem ersten Spiel bereits sein erstes Tor und hatte in der Spielzeit noch weitere 19 Einsätze. In der darauf folgenden Saison, in der Wolverhampton die Meisterschaft gewinnen konnte, kam Flowers in 15 Spielen zum Einsatz und war Teil der englischen U23-Nationalmannschaft. Im darauffolgenden Jahr kam er im 15. Mai 1955 bei der 0:1-Niederlage gegen Frankreich zu seinem ersten Länderspiel. Die Länderspielreise im Mai 1955, bei der England außerdem weder gegen Spanien noch gegen Portugal gewinnen konnte, war jedoch insgesamt eine große Enttäuschung und Flowers musste auf sein nächstes Länderspiel drei Jahre warten. Zudem konnte sich Flowers auf seiner Position im Verein gegen die große Konkurrenz mit Billy Wright, Eddie Clamp und Bill Slater in der Saison 1955/56 nicht dauerhaft etablieren.
In den darauffolgenden Jahren erlebte Flowers mit seinem Verein die wohl beste Zeit, als Wolverhampton in den Jahren 1958 und 1959 erneut die englische Meisterschaft gewinnen konnte und Flowers seinen Weg zurück in die englische Nationalmannschaft fand. Nach seinem Comeback gegen Wales folgten noch ohne Unterbrechung 39 weitere Länderspiele, bei denen Flowers eingesetzt wurde. Darunter fielen auch die drei Gruppenspiele bei der WM 1962 in Chile, bei denen Flowers zwar zwei Elfmetertore gegen Ungarn und Argentinien erzielte, dann jedoch aus dem Turnier vorzeitig ausschied.
Bei den Wolves durchlitt Flowers eine Vereinskrise, die zum Abschluss der Saison 1964/65 in den Abstieg in die Second Division mündete. Im darauffolgenden Jahr, als sich England auf die WM 1966 im eigenen Land vorbereitete, spielte Flowers beim 6:1-Sieg gegen Norwegen seine letzte Partie für England. Während des Turniers wurde er von Alf Ramsey nicht für die Stammformation berücksichtigt. Kurz vor dem Finale bestand die Möglichkeit, dass Jack Charlton kurzfristig ausfiel und damit den Weg für den Einsatz von Flowers freigemacht hätte. Kurz vor Beginn des Spiels entschied sich Ramsey dann jedoch für die Berücksichtigung von Charlton.
Im Jahr 1967 kehrten die Wolves in die Eliteliga Englands zurück und Flowers wechselte zu Northampton Town, wo er zwei Jahre verbrachte. Danach war er Spielertrainer bei Wellington Town und beendete dann 1971 mit einem Abschiedsspiel in Wolverhampton seine Karriere.

## Spätes Leben
Anschließend eröffnete Flowers im Zentrum von Wolverhampton ein auch heute noch bestehendes Sportgeschäft. Er war verheiratet und Vater von zwei Söhnen.
Ron Flowers jüngerer Bruder John Flowers und auch sein Onkel George Flowers waren ebenfalls Profifußballspieler.
Im Rahmen der Neujahresehrung der Queen wurde Ron Flowers im Januar 2021 zum Member of the Order of the British Empire (MBE) ernannt.

## Erfolge
- Weltmeister: 1966
- Englischer Meister: 1953/54, 1957/58, 1958/59
- Englischer Pokalsieger: 1959/60
- Charity-Shield-Sieger: 1954 (geteilt), 1959